# Фабрисио Бруно
Фабри́сио Бру́но Соа́рес де Фари́я (порт.-браз. Fabrício Bruno Soares de Faria; род. 12 февраля 1996, Ибирите) — бразильский футболист, центральный защитник клуба «Фламенго» и сборной Бразилии.

## Биография
Фабрисио Бруно — воспитанник «Крузейро». В основном составе на взрослом уровне дебютировал 10 апреля 2016 года в матче Лиги Минейро против «Боа». Игрок вышел на замену Лео на 80 минуте при счёте 3:1 в пользу своей команды. В итоге «Крузейро» пропустил ещё один мяч на 89 минуте, но всё же удержал победу 3:2. 12 июня Фабрисио Бруно дебютировал и в чемпионате Бразилии. В 7 туре «Бразилейрана» проходило предельное по напряжённости Класико Минейро — «Крузейро» отправился в гости к «Атлетико Минейро». К 62 минуте установился окончательный счёт — 3:2 в пользу гостей, а к 79 минуте у «Атлетико Минейро» с поля был удалён Маркос Роша, тогда как «Крузейро» играл вдевятером — красные карточки получили Брайан и Лукас Маркес. Фабрисио Бруно вновь появился на поле на 80 минуте, а на 93 минуте у «Крузейро» был удалён третий игрок — Лукас Ромеро. Несмотря на это, «лисам» удалось удержать победный счёт. До конца чемпионата защитник провёл ещё шесть матчей за свою команду.
28 ноября 2016 года в авиакатастрофе в Колумбии погиб почти весь состав клуба «Шапекоэнсе». Многие команды приняли решение отдать своих игроков в аренду для формирования нового состава «Шапекоэнсе». «Крузейро» арендовал «Шапе» Фабрисио Бруно и Дугласа Гроли. В 2017 году «Шапекоэнсе» играл в Кубке Либертадорес, выиграл чемпионат штата Санта-Катарина (победу игроки посвятили погибшим товарищам), а также сумел удержаться в Серии A.
В 2019 году Фабрисио Бруно вернулся из аренды и выступал за «Крузейро». Сезон сложился для «лис» крайне неудачно — несмотря на победу в чемпионате штата, команда вылетела в Серию B.
В 2020—2022 годах Фабрисио Бруно выступал за «Ред Булл Брагантино». Он стал одним из лидеров команды. В 2021 году «быки» впервые в своей истории вышли в финал международного турнира — Южноамериканского кубка. Фабрисио Бруно в этой кампании сыграл во всех 13 матчах своей команды и отметился двумя забитыми голами.
В феврале 2022 года перешёл во «Фламенго».

## Достижения
- Чемпион штата Минас-Жерайс (1): 2019
- Чемпион штата Санта-Катарина (1): 2017
- Финалист Южноамериканского кубка (1): 2021